# Bérenger Ier (vicomte d'Avignon)
Pour les articles homonymes, voir Bérenger.
Bérenger, mort après 1063/65, est un juge de Provence-vicomte d'Avignon du milieu du XIe siècle, à l'origine de la dynastie vicomtale de la ville.

## Biographie

### Origines
Selon les hypothèses, Bérenger pourrait être le fils du judex (juge) de Provence, Alleaume/Adalelme (mort après 1005), lui-même fils du juge Bérenger (v.966/970), originaire d'Avignon. Manteyer (1908) avance qu'Herdelbert, juge à la même période qu'Alleaume/Adalelme, serait également le fils du juge Bérenger,.

### Juge de Provence
Bérenger hérite du titre de juge à la mort de son père. Il est dit « ejusdem loci (la cité d’Avignon) proconsul » en 1037-1038/39, puis « proconsul civitatis » (Avenionensis), en 1044,. 
Vers 1040, il apparaît dans un acte aux côtés de son épouse, Gerberge (Cartulaire de Saint-Victor de Marseille - CSV, no 790), fille d'Odile dite de Nice et de Miron, dit de Nice ou de Sisteron, clients du comte de Provence. Odile est la souche des familles vicomtales de Nice et de Sisteron, à la suite de ses deux mariages. L'acte no 790 mentionne également deux fils, Rostaing et Bérenger. Rostaing devient évêque d'Avignon, vers 1044.
Selon les médiévistes Foulon et Varano (2013), avant 1057, période vers laquelle Miron II, frère utérin de son épouse, est mentionné comme vicomte de Sisteron, Bérenger semble détenir également cette autorité sur le territoire de Sisteron (CSV, C 666, vers 1030).

### Vicomte d'Avignon
D'après Mazel (2008), il est qualifié de « vicomte » vers 1063/65. Poly (1976) considérait que cette qualification remontait à un acte de 1044, Berengarius vicecomes,. Il s'agit d'un acte par lequel le comte Bertrand rend à Saint-Victor de Marseille des biens dans les environs de Forcalquier. Varano (2011) met en doute la datation du document, considérant que l'insertion de la mention de Berenger est plus tardive, plaçant les « ajouts aux alentours de 1060 ».
Sur ce titre, Poly (1976) considérait qu'il s'agissait de l'« hérédité d'un titre, plutôt qu'indice d'une fonction ». Selon Manteyer (1908), Bérenger prend le titre de vicomte au moment où le comte de Provence est mineur, afin de garantir la solidité du pouvoir en place,.

### Mort et succession
Son épouse, Gerberge, et ses sept fils sont mentionnés dans un acte de février 1063. Gerberge ne sera plus mentionnée au-delà de cet acte.
La mort de Bérenger n'est pas connue. Elle est placée vers 1063/1065.
Ses fils héritent du titre à sa mort.

## Famille
Bérenger épouse Gerberge (Gisberge, Girberga, morte après 1063), dont sept fils mentionnés dans un acte de 1063/64 :
- Rostaing Ier († 1075/76), évêque d'Avignon ;
- Bérenger II (mort après 1065), vicomte [de Sisteron], [d'Avignon], ∞ Aisceline/Accelena ;
- Raimon(d)/Raymond Décan (mentionné en 1096), doyen d'Avignon, ∞ N. [de Posquières] :
  - Raimon(d)/Raymond Décan († 1138),
    -       - dont les seigneurs de Posquières et d'Uzès ;
- Guilhelm/Guillaume, vicomte [de Sisteron] (?), ∞ N.N., dont deux fils, Rostaing († 1110) et Raimon(d)/Raymond ;
- Laugier/Lauger, vicomte [de Sisteron] (?), ∞ N.N. ;
- Rostaing/Rostan Bérenger († 1101), vicomte [d'Avignon] (?), ∞ Ermesinde/Ermessende/Hermessende, cinq fils dont :
  - Bérenger († 1131), évêque de Fréjus,
  - Jaufre/Geoffroi († 1146), vicomte [d'Avignon] (?), ∞ N.N. :
    - Bérenger III († 1195), vicomte,
    - Guilhelm Bérenger/Jaufre († 1177/1178), vicomte;
- Bertran.